# Dean Ford
Thomas McAleese (5 de septiembre de 1945 - 31 de diciembre de 2018) más conocido como Dean Ford fue un cantante y compositor mejor conocido británico por su mandato como vocalista principal y líder del grupo beat pop Marmalade de 1966 a 1974 Ford (acreditado como McAleese) coescribió el éxito mundial del grupo "Reflections of My Life" con su compañero de banda Junior Campbell. "Reflections of My Life" ha vendido más de dos millones de unidades en todo el mundo y, en 1998, los escritores recibieron una mención especial al logro de BMI por lograr actuaciones de radiodifusión de más de un millón en Estados Unidos solo.

## Carrera

### Primeros años
Nacido en Airdrie, North Lanarkshire, hijo de Thomas y Elizabeth McAleese, el joven Tom comenzó a cantar en público acompañando a un conjunto de jazz en el salón de baile de la iglesia parroquial local Whifflet. Formó su primer grupo musical The Tonebeats a los 13 años, uno de los varios con los que se unió durante su adolescencia. Para cuando dejó Clifton High School en Coatbridge a los 15 años, había ganado más exposición como cantante destacado. Su descanso se produjo después de una actuación con los Monarchs en el Barrowland Ballroom en Glasgow en 1963, donde fue visto por Junior Campbell y Pat Fairley de la popular banda de East Glasgow The Gaylords y posteriormente invitados a unirse al grupo.

### Dean Ford and The Gaylords
Poco después, McAleese adoptó su nombre artístico (un apodo que acuñó combinando los nombres Dean Martin y Tennessee Ernie Ford) y los Gaylords fueron rebautizados Dean Ford y los Gaylords. Con la esperanza de lograr más éxito comercial, Ford y la banda se trasladaron a Londres en 1965, cambiando el nombre de la banda a The Marmalade a principios de 1966.

### Marmalade
Tres años más tarde, Marmalade, con Ford como cantante principal, se convirtió en la primera banda escocesa en conseguir un éxito número uno en el UK Singles Chart, acumulando también otros diez éxitos consecutivos de calidad en todo el mundo. Además de su voz principal, Ford amplió sus créditos de composición, coescribió "Reflections of My Life", "Rainbow", "My Little One" y "I See the Rain" y agregó apoyo instrumental en guitarra, armónica y pandereta.
Después de varios cambios de formación, Marmalade se redujo a tres miembros de la banda en 1973, siendo Ford el único miembro fundador.

### Carrera posterior a Marmalade
Con la disolución del original Marmalade, Ford se embarcó en una carrera en solitario y lanzó un LP record homónimo en 1975, producido por Alan Parsons.  Su colaboración con Parsons se extendió a una aparición vocal invitada en el álbum de Parsons '1978 " Pyramid". Ford también grabó pistas únicas con el exmiembro de la banda Marmalade Hugh Nicholson.

### Carrera en Estados Unidos
Después de que su álbum en solitario no llegó a las listas, Ford fue posteriormente lanzado por su sello discográfico. Luchando contra la adicción al alcohol, se mudó a Los Ángeles en 1979. Prácticamente desconocido como artista discográfico en los Estados Unidos, no pudo sacar provecho de su éxito anterior con Marmalade y su alcohol la dependencia lo obligó a abandonar esencialmente el negocio de la música organizada. Con la ayuda de Alcohólicos Anónimos, Ford estaba sobrio en 1986.
Ford no rompió por completo los lazos con sus contemporáneos musicales. En 2003 se asoció con un renovado The Sensational Alex Harvey Band, participando en un álbum tributo de conocidos músicos escoceses a Glaswegian Frankie Miller, un compañero artista que se recupera de una hemorragia cerebral. Su colaboración más reciente fue con el ex guitarrista de Badfinger Joe Tansin en 2012, incluida la grabación de una versión reciente de su mayor éxito, "Reflections of My Life".
Con el apoyo del micromecenazgo, Ford completó la producción de un segundo álbum en solitario de material original titulado "Feel My Heartbeat". en 2017.
Lanzó un álbum llamado "My Scottish Heart", dos meses antes de su fallecimiento.
Los proyectos en solitario de Ford están actualmente disponibles en CD a través de su página oficial de Facebook.

## Fallecimiento
Ford murió en Los Ángeles, California el 31 de diciembre de 2018, a la edad de 73 años, por complicaciones relacionadas con la enfermedad de Parkinson. Su muerte fue anunciada por su hija, Tracey McAleese-Gorman, quien lo describió como "un alma gentil y un gran padre".

## Año de nacimiento
Ha habido cierta confusión con respecto a que el año de nacimiento de Ford se enumera ampliamente como 1946.
Esto parece ser discutido por su hermana, quien cita su año de nacimiento como 1945 en una inscripción en una placa conmemorativa colocada el 5 de septiembre de 2020 en su ciudad natal de Coatbridge.
Una búsqueda en los Registros Estatutarios de Personas de Escocia muestra a Thomas McAleese nacido en 1945 en Airdrie. No hay registro de que Thomas McAleese haya nacido en ningún lugar de Escocia, Reino Unido en 1946.

## Discografía
- Dean Ford
- "Radio Heart" / "Let It Rain"
- Feel My Heartbeat
- My Scottish Heart

## Créditos de composición notables
| Año  | Sencillo                 | Autor             | Posición del gráfico                                |
| ---- | ------------------------ | ----------------- | --------------------------------------------------- |
| 1967 | "I See the Rain"         | Campbell-McAleese | No. 23 Netherlands                                  |
| 1969 | "Reflections of My Life" | Campbell-McAleese | No. 3 UK, No. 7 US-Cashbox, No. 10 US, No. 21 US-AC |
| 1970 | "Rainbow"                | Campbell-McAleese | No. 3 UK, No. 7 US-AC, No. 51 US                    |
| 1971 | "My Little One"          | Campbell-McAleese | No. 15 UK, No. 31 US-AC, No. 123 US                 |